# OutRunners
OutRunners (アウトランナーズ?) es un videojuego de carreras desarrollado por AM1 y publicado por Sega en Japón, Europa, y Norteamérica en 1992, y portado a la Mega Drive en 1994.

## Descripción
OutRunners es el cuarto juego de la serie Out Run, Battle Out Run y Turbo Outrun. Tras el lanzamiento de Turbo Outrun y su ambiente relajado y encantador, los aficionados querían un juego que capture el espíritu del original. OutRunners logró hacer esto; devolvió la capacidad de tomar diferentes caminos a través de las bifurcaciones de la carretera, regresó a una atmósfera alegre y se distanció bien del "serio" Turbo Outrun. El juego se ofrece en cabina simple y doble, permitiendo reunir hasta ocho jugadores a través de cabinas interconectadas. También fue el único juego de la serie Out Run que presenta varios autos seleccionables y múltiples finales hasta OutRun 2. OutRunners fue el juego más exitoso lanzado para el hardware System Multi 32 de Sega, y uno de los últimos juegos 2D exitosos lanzados por Sega. OutRunners también era conocido por tener algunos de los gráficos más atractivos vistos en ese momento, gracias al diseño creativo de sprites y un uso muy hábil del desplazamiento de paralaje, similar al que se encuentra en Power Drift, lanzado cuatro años antes. El juego se mantiene muy bien hoy y se juega de manera muy similar a juegos de carreras 3D modernos, basados en polígonos, algo que no es común en un juego de carreras que utiliza gráficos 2D.[cita requerida]
Algunas rutas son accesibles en más de una combinación de rutas como en el Out Run original. Después de la etapa inicial, el jugador tiene la opción de girar hacia el este o hacia el oeste. El oeste conduce a través de San Francisco, Isla de Pascua, hacia Asia y África o Europa. El este atraviesa el Gran Cañón, América del Sur o las Cataratas del Niágara, cruza el Océano Atlántico, entra en Europa y en Asia o Australia.
Un personaje antropomórfico de habas aparece en vallas publicitarias y el comienzo del juego llamado "Broad Bean", una parodia de Bibendum (el hombre Michelin), presumiblemente la mascota de la compañía ficticia que patrocina la carrera, Sam Spree. En la versión Mega Drive, tanto Sonic como Tails pueden volar en un par de Tornados y esparcir el logo de Sega en la pantalla. Sonic también se puede ver en varias vallas publicitarias en la primera etapa.
Todos los autos seleccionables en OutRunners son descapotables ficticios, pero se parecen a automóviles reales. En particular, el Speed Buster se parece mucho al Ferrari Testarossa presentado en el Out Run original. Cada automóvil tiene su propio conjunto de personajes de conductor y pasajero, y tiene su propia viñeta final única si el jugador llega a una meta. Cada conjunto de personajes también tiene su propia forma de actuar cuando su auto choca (volando por el aire, rebotando como pelotas, corriendo detrás del auto, etc.), pero a diferencia de sus contrapartes de Out Run, siempre aterrizan de regreso en el auto y continúan sin parar.

## Desarrollo
OutRunners presenta las cuatro canciones del OutRun original de Hiroshi Kawaguchi, así como varias pistas nuevas compuestas por Takenobu Mitsuyoshi y Takayuki Nakamura, junto con contribuciones de Kawaguchi. Fue el primer videojuego de la serie en tener una banda sonora sintetizada.[cita requerida]

## Lanzamiento
Sega lanzó una adaptación del juego para la Mega Drive, desarrollada por Data East. Presenta una pantalla dividida forzada en los modos de un jugador, donde una pantalla se enfocaba en el jugador y la otra en la IA. Aunque los gráficos eran simplemente una adaptación de la versión arcade, todas las demás características de esta versión se mantuvieron intactas, como la banda sonora original de arcade con cuatro canciones del Outrun original.
En octubre de 1993, Atari Corporation presentó una demanda contra Sega por una supuesta infracción de una patente creada originalmente por Atari Corp. en la década de 1980, y la primera solicitó una orden judicial preliminar para detener la fabricación, el uso y la venta de hardware. y software para Sega Mega Drive y Game Gear. El 28 de septiembre de 1994, ambas partes llegaron a un acuerdo en el que involucraba un acuerdo de licencia cruzada para publicar hasta cinco títulos cada año en sus sistemas hasta 2001. La versión de OutRunners para Megadrive fue uno de los primeros cinco títulos aprobados del acuerdo por Sega para convertirse en el Atari Jaguar, pero nunca se lanzó.

## Recepción
La versión para arcade recibió críticas favorables; por contraste, la versión para Mega Drive recibió críticas negativas. Tanto Super Game como Superjuegos calificaron la versión arcade con un 90/100, este último citando "El resultado es tan espectacular como satisfactorio. Un éxito". En Japón, Game Machine incluyó a la versión Arcade en su número del 1 de julio de 1993 como "la unidad arcade vertical de mayor éxito del año".[cita requerida] En cuanto a la versión de Mega Drive, Andy Dyer escribió en Mega que fue "el juego de conducción más vergonzoso que apareció en Mega Drive", entre otros descalificativos, puntuándolo con un 20%.